# 埃克托尔·马切纳
埃克托尔·马切纳（西班牙語：Héctor Marchena，1965年1月4日—），哥斯达黎加男子足球运动员，司职后卫。他曾代表哥斯达黎加国家队参加1990年国际足联世界杯，结果队伍止步十六强赛。